# Sympherta aciculata
Sympherta aciculata là một loài tò vò trong họ Ichneumonidae.